# Sterling (Nebraska)
Sterling es una villa ubicada en el condado de Johnson en el estado estadounidense de Nebraska. En el Censo de 2010 tenía una población de 476 habitantes y una densidad poblacional de 451,56 personas por km².

## Geografía
Sterling se encuentra ubicada en las coordenadas 40°27′40″N 96°22′39″O / 40.46111, -96.37750. Según la Oficina del Censo de los Estados Unidos, Sterling tiene una superficie total de 1.05 km², de la cual 1.05 km² corresponden a tierra firme y (0%) 0 km² es agua.

## Demografía
Según el censo de 2010, había 476 personas residiendo en Sterling. La densidad de población era de 451,56 hab./km². De los 476 habitantes, Sterling estaba compuesto por el 99.79% blancos, el 0% eran afroamericanos, el 0% eran amerindios, el 0% eran asiáticos, el 0% eran isleños del Pacífico, el 0.21% eran de otras razas y el 0% pertenecían a dos o más razas. Del total de la población el 1.68% eran hispanos o latinos de cualquier raza.